# 胡汝安
胡汝安（1510年—？），字恭甫，陝西西安府三原縣人，民籍，明朝政治人物。

## 生平
嘉靖十三年（1534年）甲午科陝西鄉試第二十一名。嘉靖二十三年（1544年）甲辰科進士。官至湖廣長沙府知府。

## 家族
曾祖胡善；祖父胡鰲；父胡彥昭，母李氏；繼母袁氏、袁氏。具庆下。兄汝寧。弟汝宽、汝宏。